# Lipinia microcerca
Lipinia microcerca — вид сцинкоподібних ящірок родини сцинкових (Scincidae). Мешкає в Південно-Східній Азії. Раніше вважався конспецифічним з Lipinia vittigera, однак був визнаний окремим видом.

## Поширення і екологія
Lipinia miangensis мешкають на півдні В'єтнаму і Лаосу, в Камбоджі, можливо, також в Таїланді і Східній М'янмі. Вони живуть в тропічних лісах.